# アッシュル・レシュ・イシ1世
アッシュル・レシュ・イシ1世（Ashur resh ishi I、在位:紀元前1133年 - 紀元前1116年）は中アッシリア王国時代のアッシリアの王。
父王ムタッキル・ヌスクの後を継いでアッシリア王となった。この時期の他のアッシリア王と同じく彼の治世についても情報は極めて少ない。イシン第2王朝のネブカドネザル1世と戦って勝利したと伝えられる。死後息子のティグラト・ピレセル1世が後を継いだ。